# Liga de Básquetbol del Norte Femenil
La Liga de Básquetbol del Norte Femenil (LBN) es una liga de básquetbol femenil como opción para las mujeres para integrarse a un circuito profesional y como competencia directa de la Liga de Basquetbol Estatal de Chihuahua (LBE).

## Historia
En rueda de prensa, hizo su lanzamiento oficial la nueva liga de básquetbol en el estado del norte, con la presencia de sus autoridades, el Secretario General, Carlos Salas; el Director Jurídico, Ricardo García; el presidente de la liga, Carlos Fierro; y el Gerente General de la LBN, Agustín Ávila; figuras que agradecieron el respaldo de ADEMEBA y la presencia en línea de Modesto Robledo por la confianza en el proyecto y seguir trabajando de la mano.

## Fundación
La LBN fue presentada el martes 12 de septiembre de 2023 en Chihuahua, Chihuahua, presidida por el Lic. Carlos Fierro (Teporacas de Chihuahua), con el objetivo de contar con los "equipos más importantes y representativos de la región". 
Seis equipos confirmaron su participación en esta primera temporada de la rama femenil:  Teporacas, Centauros de Chihuahua, Vaqueras de Saucillo, Membrilleras de Aldama, Salvajes de Ciudad Juárez y Manzaneras de Cuauhtémoc.
| Liga LBN 2023             |                          |
| Equipo                    | Sede                     |
| Centauros de Chihuahua    | Chihuahua, Chihuahua     |
| Manzaneras de Cuauhtémoc  | Cuauhtémoc, Chihuahua    |
| Membrilleras de Aldama    | Aldama, Chihuahua        |
| Salvajes de Ciudad Juárez | Ciudad Juárez, Chihuahua |
| Teporacas de Chihuahua    | Chihuahua, Chihuahua     |
| Vaqueras de Saucillo      | Saucillo, Chihuahua      |

## Tabla de Campeones
Lista de campeones y subcampeones
| Temporada | Campeón                  | Resultado | Subcampeón               |
| --------- | ------------------------ | --------- | ------------------------ |
| 2023      | Teporacas de Chihuahua   | 4-2       | Carrilleras de Chihuahua |
| 2025      | Manzaneras de Cuauhtémoc | 3-0       | Teporacas de Chihuahua   |